# Canyon Eaton
Canyon Eaton är en kanjon i Kanada.   Den ligger i provinsen Québec, i den östra delen av landet, 1 200 km nordost om huvudstaden Ottawa. Canyon Eaton ligger 248 meter över havet.
Terrängen runt Canyon Eaton är kuperad åt nordväst, men åt sydost är den platt. Canyon Eaton ligger nere i en dal. Trakten runt Canyon Eaton är nära nog obefolkad, med mindre än två invånare per kvadratkilometer.. Det finns inga samhällen i närheten.
Omgivningarna runt Canyon Eaton är i huvudsak ett öppet busklandskap.